# Kefar Tavor
Kefar Tavor (hebreiska: כפר תבור) är en ort i Israel.   Den ligger i distriktet Norra distriktet, i den norra delen av landet. Kefar Tavor ligger 118 meter över havet och antalet invånare är 2 323.
Terrängen runt Kefar Tavor är lite kuperad.Runt Kefar Tavor är det ganska tätbefolkat, med 172 invånare per kvadratkilometer. Närmaste större samhälle är Nasaret, 11,0 km väster om Kefar Tavor. Trakten runt Kefar Tavor består till största delen av jordbruksmark.